# Sinan Akçıl
Sinan Akçıl (født 20. maj 1982 i Amsterdam) er en tyrkisk komponist, sangskriver, musikproducer og sanger, kendt for sit samarbejde med den tyskiske popsanger İzel og Mehmet yakar for Hadise's Eurovision 2009 sang for Tyrkiet, kaldet Düm Tek Tek.

## Liv og karriere
Sinan Akçıl startede sin karriere med Emel Müftüoğlu's ottende studio album kaldet Arabesk. Efter dette album indledte han et fast samarbejde med Yaşar, men bidrog også til hans albums for andre artister som Zeynep Casalini.
Han blev kendt, da han mødte İzel og fik et musikalsk og personligt forhold med hende. Han har desuden samarbejdet med sangere som Ferhat Göçer, Gülben Ergen, Ziynet Sali, Aygün Kazımova, Hande Yener, Teodora.
Hans Eurovisionssang Düm Tek Tek blev nr 4 ved Eurovision 2009.

## Værker

### Albummer
| År   | Titel/Artist/Sang                                          | Rolle       | Instrument spillet |
| ---- | ---------------------------------------------------------- | ----------- | ------------------ |
| 2004 | Nihayet / Zeynep Casalini (Duvar)                          | Arrangement |                    |
| 2005 | Bir Dilek Tut Benim İçin / İzel (Bir Dilek Tut Benim İçin) | Arrangement |                    |
| 2006 | Dokunma Bana / Zeynep Casalini (Dokunma Bana)              | Arrangement |                    |
| 2007 | Devamı Var / Mustafa Sandal (İndir)                        | Sangskriver |                    |
| 2007 | Işıklı Yol / İzel (Gurur)                                  | Sangskriver |                    |
| 2007 | Enbe Orkestrası / Aslı Güngör (Kalp Kalbe Karşı)           | Arrangement |                    |
| 2008 | Çok Sevdim İkimizi / Ferhat Göçer (Biri Bana Gelsin)       | Sangskriver |                    |
| 2008 | Aşk Hiç Bitmez / Gülben Ergen (Bay Doğru)                  | Sangskriver |                    |
| 2008 | Herkes Evine / Ziynet Sali (Herkes Evine)                  | Sangskriver |                    |
| 2009 | Dönüm Noktam / Cenk Eren (Kendime Kaldım)                  | Sangskriver |                    |
| 2009 | Kahraman / Hadise (Evlenmeliyiz)                           | Sangskriver |                    |
| 2009 | Hayal / Nilüfer (Bir Bilseydin)                            | Sangskriver |                    |

### Singler
| Year | Title/Artist         | Task        |
| ---- | -------------------- | ----------- |
| 2009 | Düm Tek Tek / Hadise | Sangskriver |

## Notes
1. ↑  Navnet er anført på engelsk og stammer fra Wikidata hvor navnet endnu ikke findes på dansk.
2. ↑  Sinan Akçıl
3. ↑  Barclay, Simon. Eurovision Song Contest - The Complete & Independent Guide 2010. Simon Barclay. s. 144. ISBN 978-1-4457-8415-1. Hentet 17. december 2010.